# Nidularium longiflorum
Nidularium longiflorum är en gräsväxtart som beskrevs av Ernst Heinrich Georg Ule. Nidularium longiflorum ingår i släktet Nidularium och familjen Bromeliaceae. Inga underarter finns listade i Catalogue of Life.